# Aneflomorpha rufipes
Aneflomorpha rufipes är en skalbaggsart som beskrevs av Chemsak och Linsley 1968. Aneflomorpha rufipes ingår i släktet Aneflomorpha och familjen långhorningar. Inga underarter finns listade i Catalogue of Life.